# Cultura di Capo Graziano
La cultura di Capo Graziano è il nome dello stile dei manufatti provenienti dal villaggio di Capo Graziano nell'isola di Filicudi in Sicilia. I tutti reperti sono esposti presso il Museo archeologico regionale eoliano. 

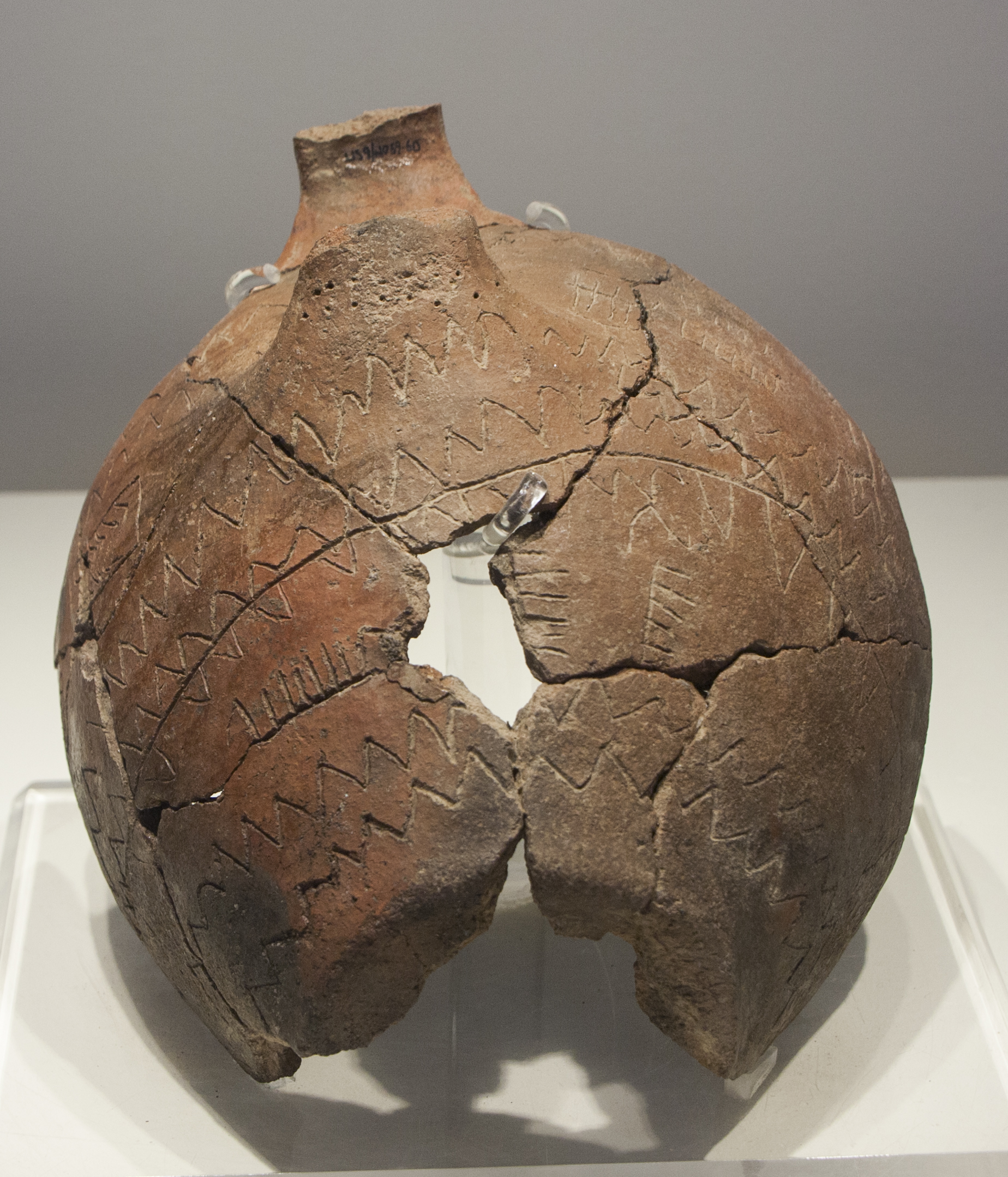
Tazza della cultura di Capo Graziano, fase I 2300-1700 a.C. Filicudi, Filo Braccio con disegni stilizzati di uomo, barche e mare.

## Le due fasi (Graziano I e Graziano II)
La cultura di Capo Graziano si sviluppa nell'età del bronzo ed è divisa in due fasi. La prima fase (Graziano I), la più antica, va dal 2300 al 1700-1650 a.C. mentre la seconda fase (Graziano II) dal 1700-1650 al 1500 a.C. Particolare importanza viene data alla ceramica, tramite essa è stato possibile identificare chiaramente le due fasi.

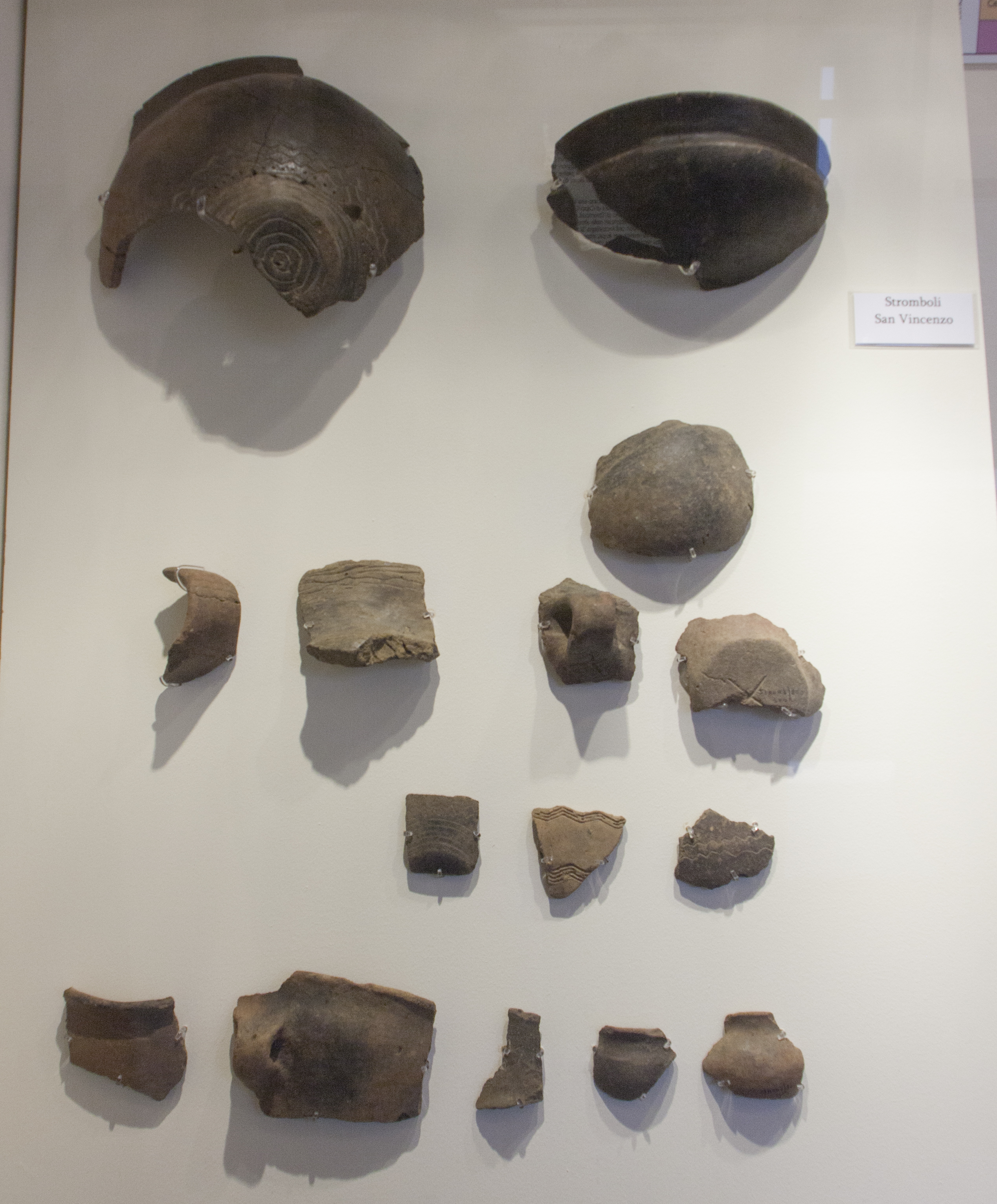
Reperti del villaggio di San Vincenzo, Stromboli. Cultura di Capo Graziano, fasi I e II 2300-1500 a.C.

Nella fase I, identificabile con l'abitato di Filo Braccio a Filicudi, la ceramica è raramente decorata. I reperti maggiormente trovati sono olle con decorazioni circolari, vasi e ciotole con segni a croce sotto l'ansa ma anche altre forme incise perlopiù semplici. 
La seconda fase viene identificata con il villaggio di Capo Graziano, villaggio in cui si spostarono gli stessi abitanti di Filo Braccio per ragioni difensive e di sicurezza. Questa fase è presente anche nel villaggio dell'acropoli di Lipari, nel villaggio di San Vincenzo a Stromboli, a Serro Brigadiere e a Punta Megna a Salina per cui sono decorate soprattutto le ciotole. I manufatti riportano decorazioni a zig-zag, linee ondulate e puntini. Questa modalità decorativa deriva dalla rappresentazione del mare trasformata in disegno geometrico privo, però di forza narrante. Si sviluppano vasi con varie funzioni, per conservare (olle e pithoi decorati con cordoni a pizzicato), vasi per cucinare, teglie scodelle, tazze e ciotole. All'interno e all'esterno delle capanne sono stati trovati anche dei vasi in miniatura deposti in gruppo che fanno supporre l'esistenza di un rito specifico.
E' importante specificare che questi aspetti culturali paiono simili a quelli presenti a Lerna in Grecia e in altri insediamenti riferibili all'antico Elladico III, segno di un antico legame.

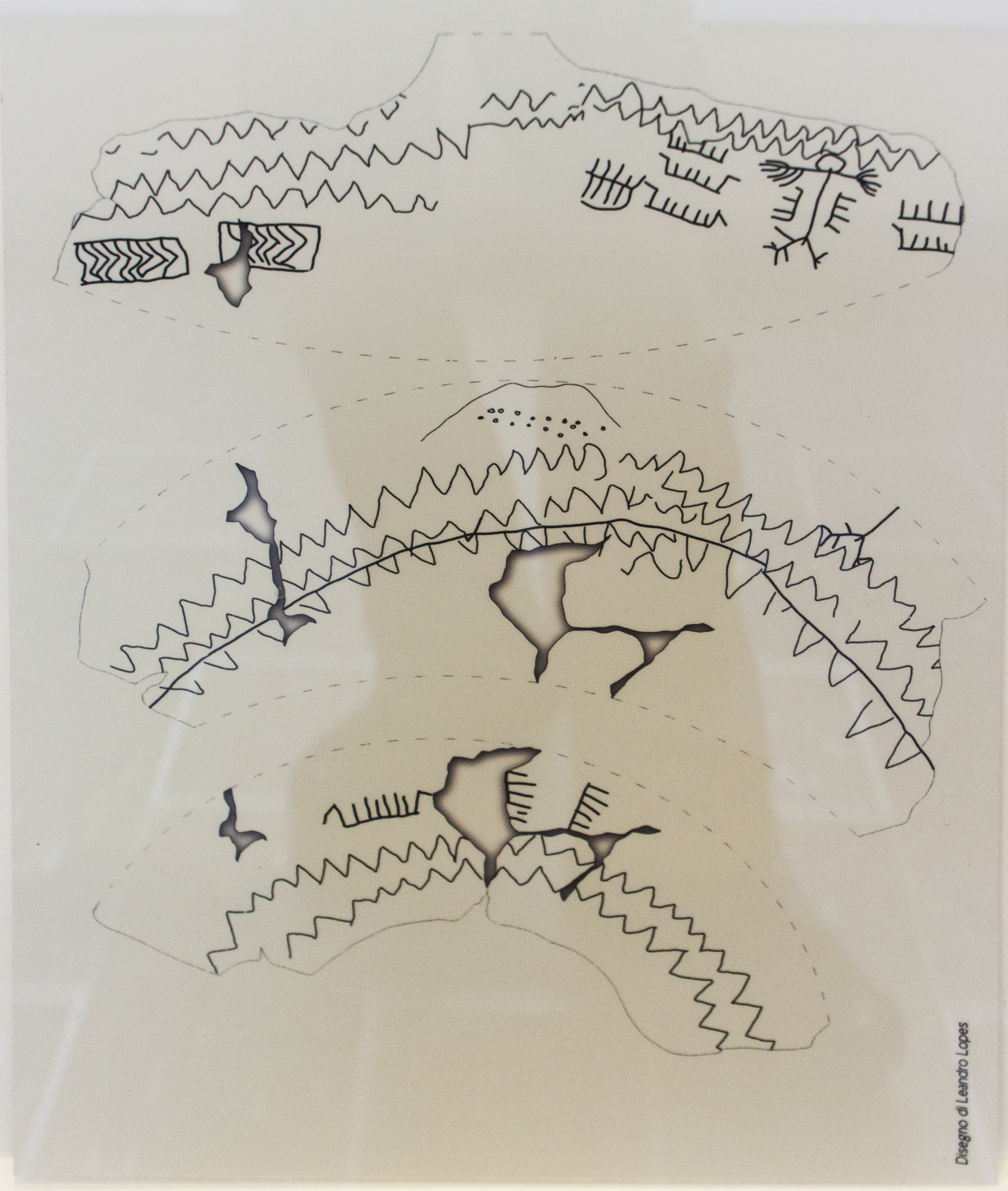
Schematizzazione delle incisioni sulla tazza di Filo Braccio

## La tazza di Filo Braccio
Dal villaggio di Filo Braccio proviene uno dei più interessanti reperti di tutta la cultura di Capo Graziano, si tratta di una tazza con decorazioni incise, rinvenuta presso la capanna F. L'importanza di questa tazza risiede nel fatto che probabilmente è il più antico esempio di raffigurazione della preistoria italiana (Graziano I). Per quanto faccia parte della cosiddetta cultura di Capo Graziano si può dire che si discosta rispetto ai comuni reperti. Il disegno rappresenta chiaramente un uomo a braccia aperte in cui è possibile notare anche le dita e il corpo. Chiaramente l'intera rappresentazione è stilizzata, così come le onde del mare rappresentate con delle linee a zig-zag e delle barche formate da linee orizzontali con altre minori verticali. Non è chiaro chi sia rappresentato, se un uomo o una divinità, se le barche partono o arrivano, tuttavia è importante dire che è l'unico esempio di rappresentazione complessa, rispetto alle semplici linee di decorazione che troviamo nelle ceramiche anche della seconda fase.

## Colture e allevamenti
Dagli abitati sono emerse delle prove in merito alla coltivazione del grano, orzo, veccia, lenticchie e piselli. A Filo Braccio in particolare si è scoperta la presenza della coltivazione della vite, che fa supporre la produzione del vino.
Gli animali domestici erano gli ovini, i caprini, maiali, buoi, ma sono state trovate anche tracce di molluschi, patelle e chiocciole di mare il che fa supporre ad attività legate alla pesca.

## Il culto dei morti

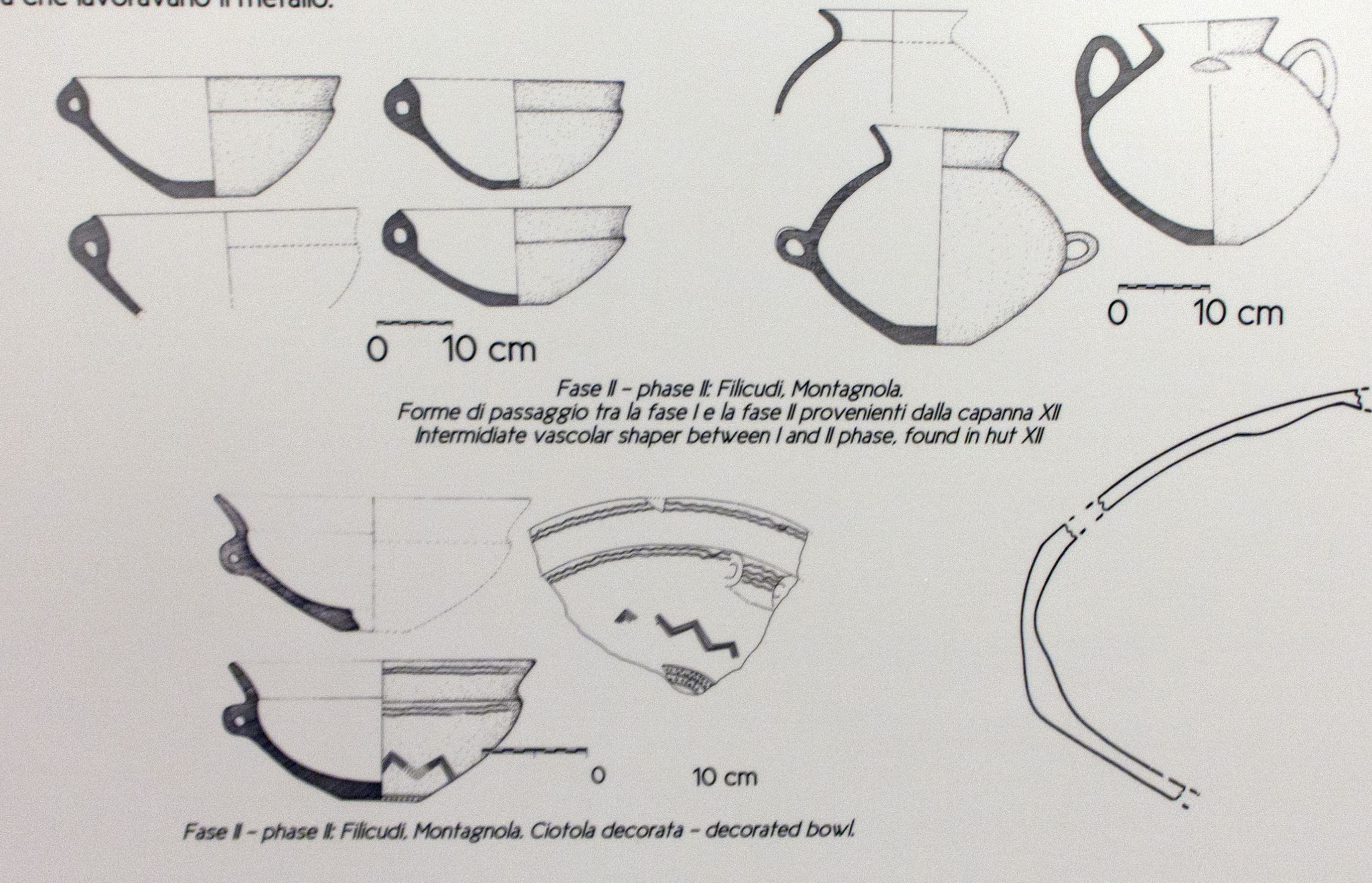
Forme vascolari della cultura di Capo Graziano II

A Capo Graziano i defunti venivano seppelliti in grotte e anfratti naturali posti sul pendio della montagna. Le cavità venivano poi chiuse con pietre. Accanto al corpo venivano lasciati piccoli vasi.
A Panarea nei pressi della fumarola della Calcara sono stati scoperti dei pozzetti di un metro di diametro con ciottoli di mare, forse la traccia di un culto legato alla presenza delle fumarole.
A Lipari il rito era quello dell'incinerazione per cui le ceneri venivano riposte in olle con dei vasetti a corredo.

## I commerci
Le Eolie risultarono subito molto appetibili per lo sviluppo del commercio con i naviganti greci. Gli abitanti di Capo Graziano apprezzavano le ceramiche micenee lavorate al tornio e dipinte con motivi geometrici (Tardo Elladico I-II 1650-1400). Vi sono diversi ritrovamenti micenei nell'acropoli di Lipari, a Capo Graziano ma anche a Stromboli presso il villaggio di San Vincenzo. Mentre provenivano dalle zone egee le piccole perline in pasta vitrea per i bracciali e le collane. I greci necessitavano di materie prime come il rame per le armi ma anche l'allume per fissare i colori sulla lana e per conciare le pelli, ma anche lo zolfo. 
Sembra anche che l'uso dell'ossidiana diminuisca a favore dei ciottoli di mare come percussori o le rocce vulcaniche come mortai e macine. Infine il rinvenimento a Lipari nella capanna XII dell'acropoli e a Capo Graziano nella capanna XIV di armi di bronzo fa supporre anche lo sviluppo di questa lavorazione in loco.

## Galleria d'immagini

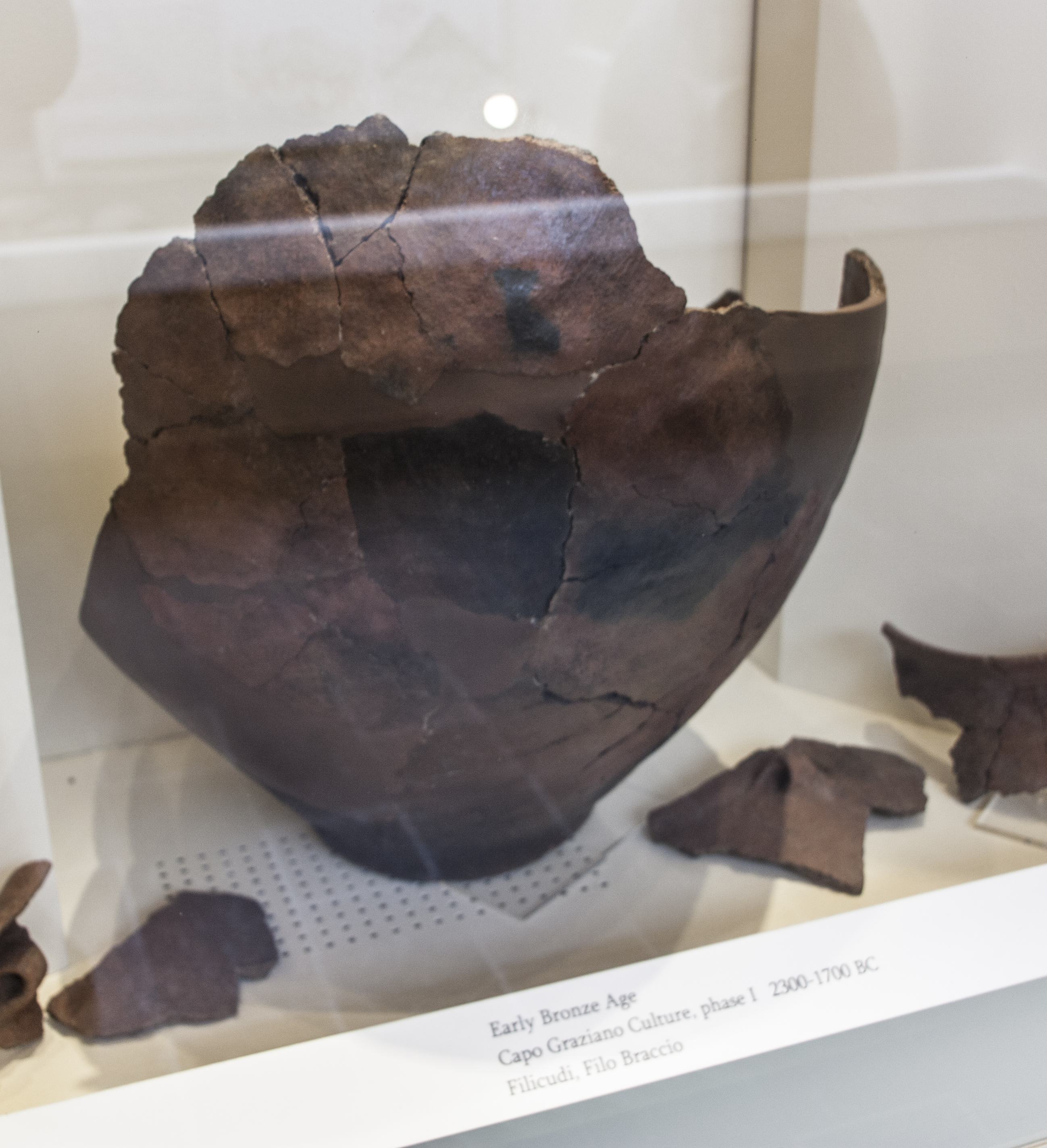
Vaso
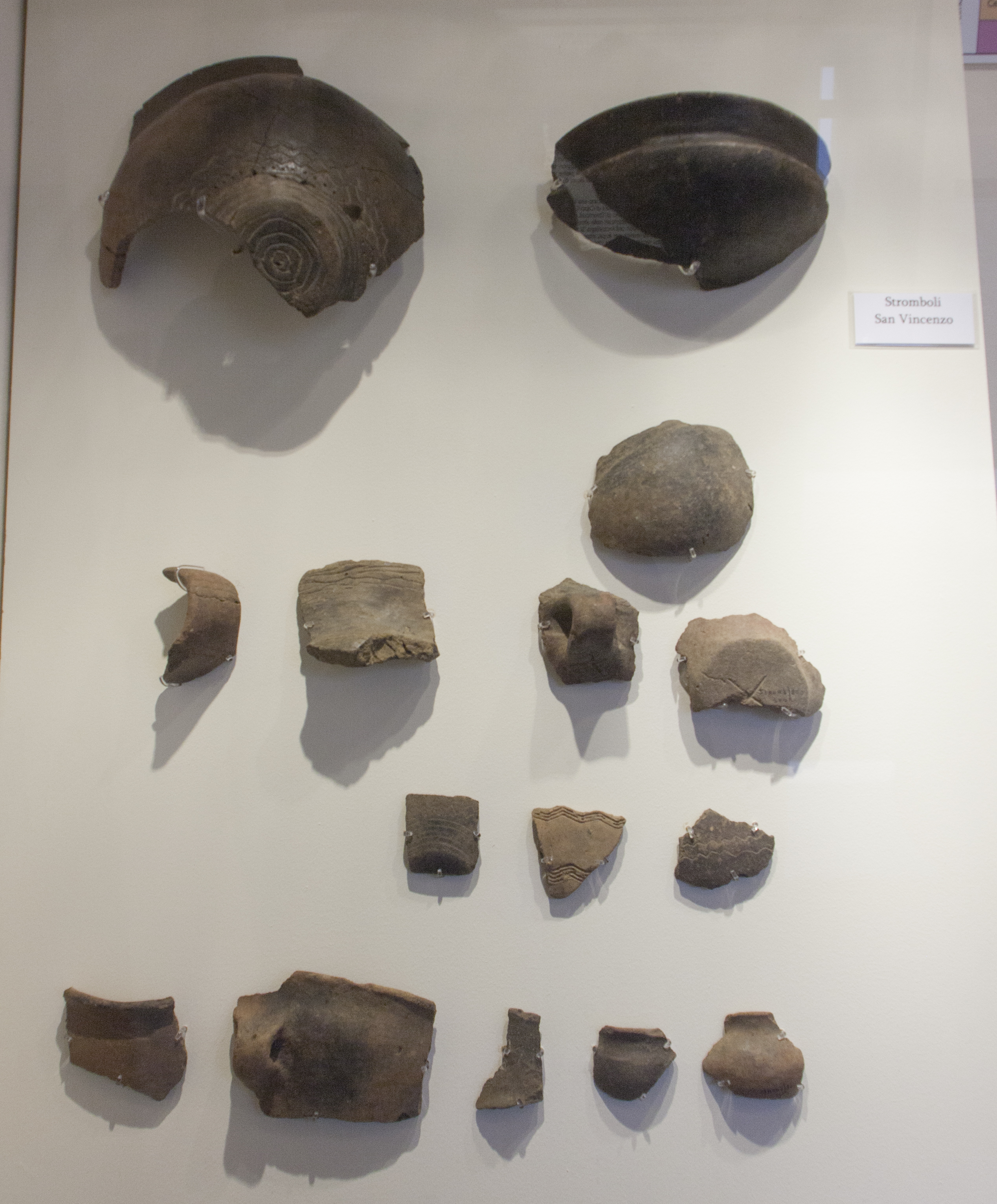
Reperti da Stromboli
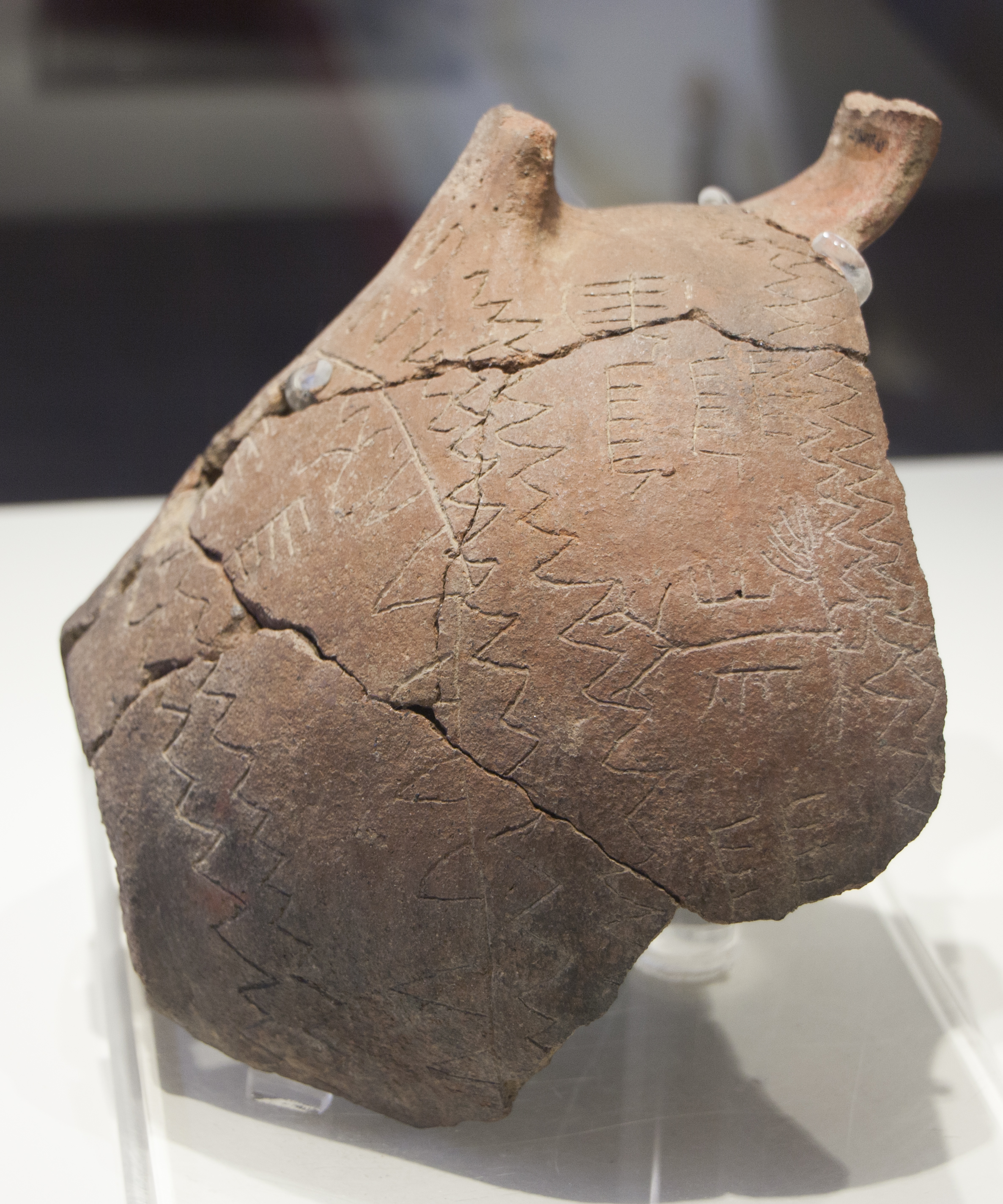
La tazza di Filo Braccio in cui si scorge il disegno dell'uomo
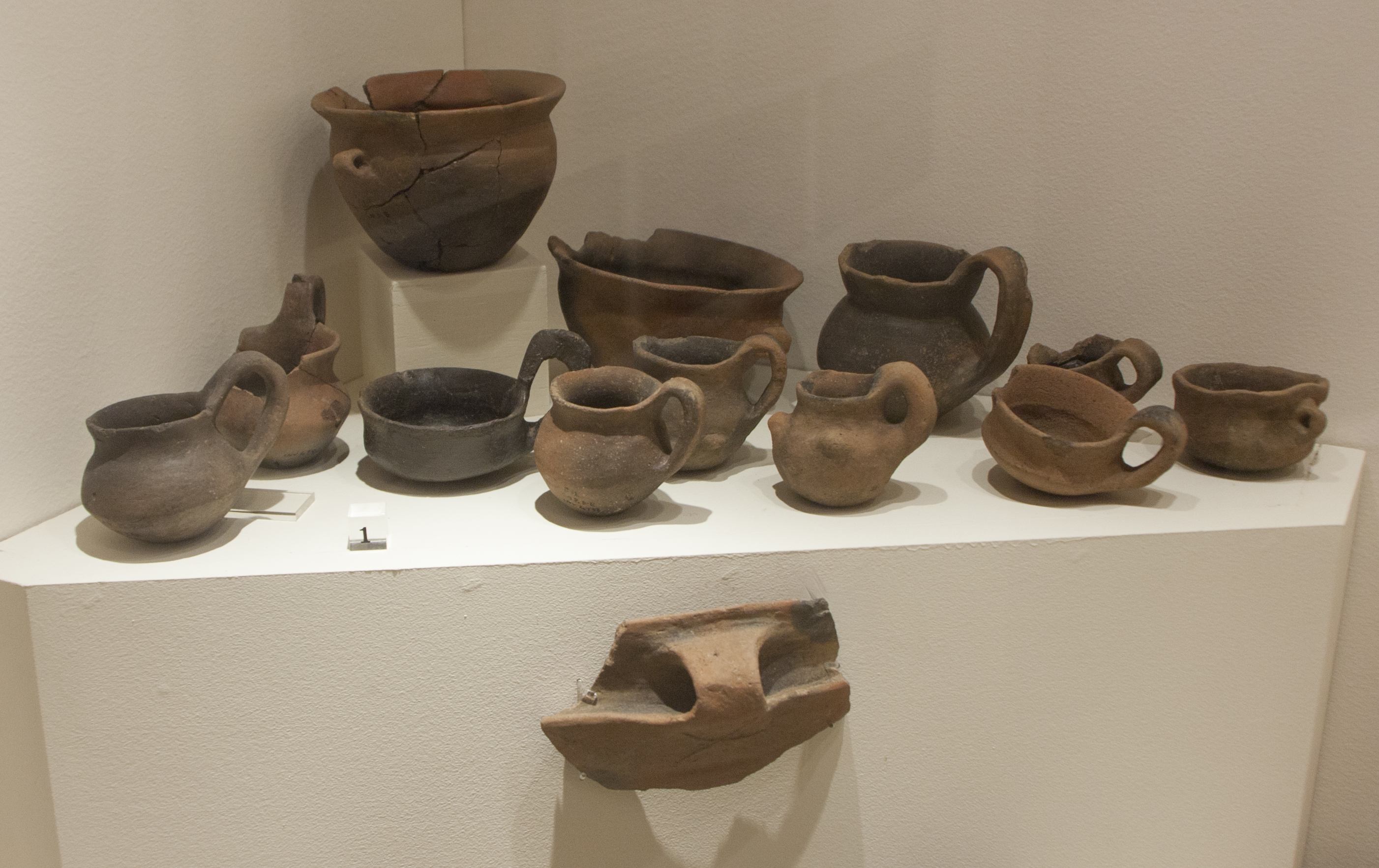
Vari vasi
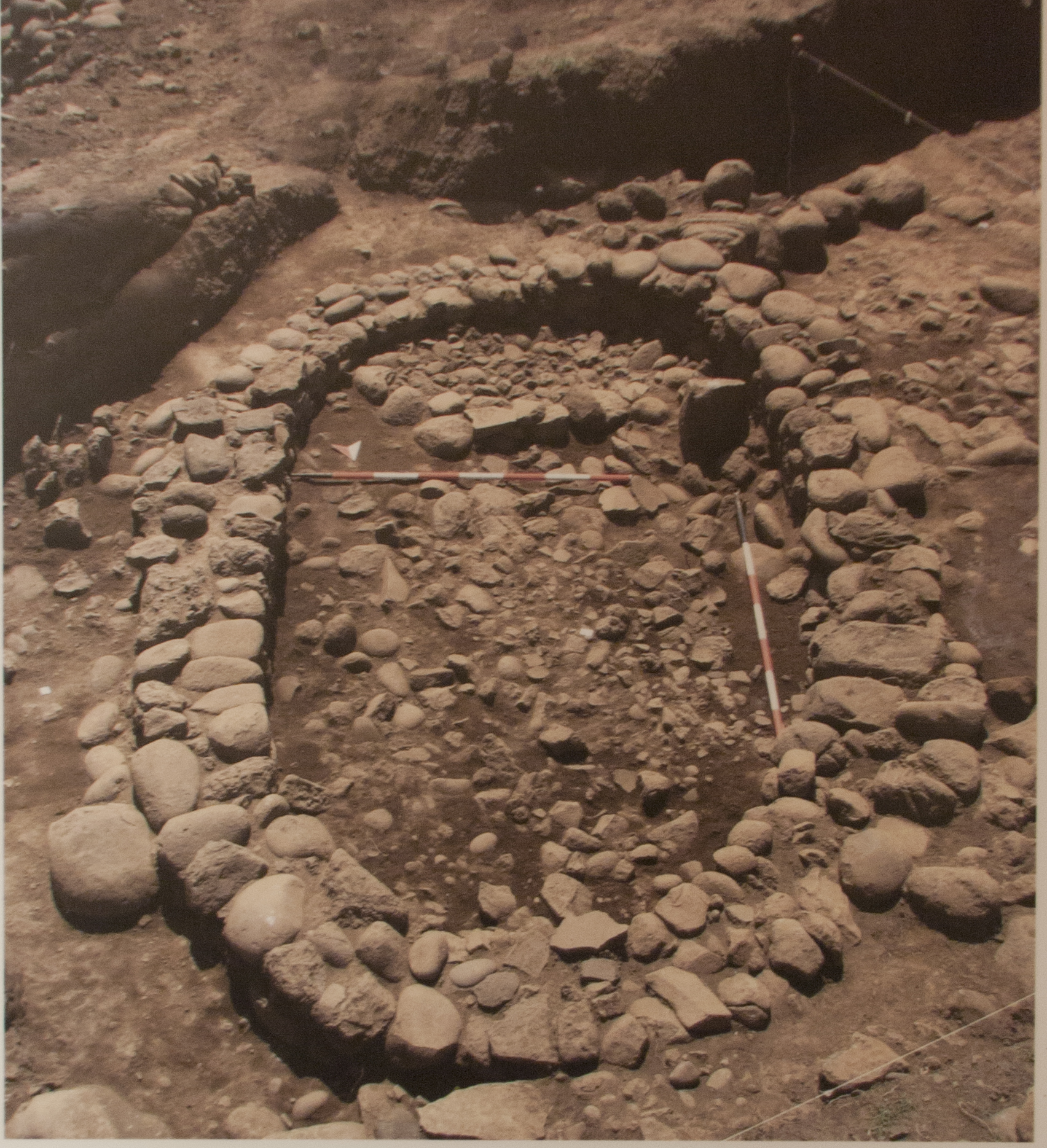
Capanna di Capo Graziano